# Graham Rowntree

a Compétitions nationales et continentales officielles uniquement.

b Matchs officiels uniquement.
Christopher Graham Rowntree, né le 18 avril 1971 à Stockton-on-Tees (Angleterre), est un joueur de rugby à XV, qui a joué avec l'équipe d'Angleterre de 1995 à 2006, évoluant au poste de pilier. Il a joué avec le club des Leicester Tigers.
De 2007 à 2015, il est entraîneur adjoint de l'équipe d'Angleterre de rugby à XV auprès des sélectionneurs Martin Johnson puis Stuart Lancaster. En 2013, il est entraîneur adjoint de l'équipe des Lions après du sélectionneur Warren Gatland. 

## Carrière
Il a eu sa première cape internationale le 18 mars 1995, à l’occasion d’un match contre l'équipe d'Écosse. Il a participé aux coupes du monde 1995 (3 matchs) et 1999 (3 matchs). Rowntree a joué deux test matchs avec les Lions britanniques en 2005, il a participé aussi à une tournée en 1997.
Il joue avec les Leicester Tigers de 1988 à 2007. Avec ce club, il a disputé la coupe d'Europe et le championnat d'Angleterre. Il a gagné à deux reprises la coupe d'Europe et sept fois le championnat.

## Palmarès

### Joueur

#### En club
- Vainqueur du Championnat d'Angleterre en 1988, 1995, 1999, 2000, 2001, 2002 et 2007
- Vainqueur de la Coupe d'Angleterre en 1993 et 1997.
- Vainqueur de la Coupe d'Europe en 2001 et 2002.
- Finaliste de la Coupe d'Europe en 1997.

#### En équipe nationale
- Vainqueur du Tournoi des Six Nations en 2001 et 2003 (Grand Chelem)

### Entraîneur
- Vainqueur du United Rugby Championship en 2023
- Élu Meilleur entraîneur du United Rugby Championship en 2024.

## Statistiques en équipe nationale
- 54 sélections avec l'équipe d'Angleterre
- Sélections par année : 4 en 1995, 6 en 1996, 5 en 1997, 6 en 1998, 5 en 1999, 7 en 2001, 5 en 2002, 7 en 2003, 3 en 2004, 4 en 2005 et 2 en 2006
- Tournois des cinq ou six nations disputés : 1995, 1996, 1997, 1998, 2001, 2002, 2003, 2005